# En dépit du tonnerre
En dépit du tonnerre (In Spite of Thunder dans l'édition originale en anglais) est un roman policier américain de John Dickson Carr publié en 1960. C'est le 20e roman de la série mettant en scène le personnage du Dr Gideon Fell.  

## Résumé
Hector Matthews, le beau fiancé de la star de cinéma Eve Eden, est mort dans un étrange accident, alors que le couple visitait Adolf Hitler à Berchtesgaden en 1939. Bien qu'il n'ait eu aucune raison de se suicider, il s'est apparemment jeté dans le vide depuis un balcon. Personne n'était aux côtés de la victime, comme l'affirment deux témoins, Sir Hathaway et la journaliste Paula Catford, mais la star fut néanmoins soupçonnée, car elle a été la seule héritière du défunt.
Plus de vingt-ans se sont écoulés depuis ce drame dont se souvient encore Eve Eden qui, aujourd'hui l'épouse de l'acteur Desmond Ferrier, vit à Genève. Pour tenter de clarifier son passé une fois pour toutes, elle invite chez elle les deux témoins d'alors, Sir Hathaway et Paula Catford, en plus d'une jeune fille nommée Audrey à laquelle s'intéresse Philip, le fils du premier mariage de Desmond.
Entre-temps, Innes, un peintre qui réside également à Genève, accepte la requête de son vieil ami DeForrest Page qui veut de l'aide pour dissuader sa fille Audrey de continuer de fréquenter Eve. Quand cette dernière se présente à l'Hôtel du Rhône, où Innes dîne avec Sir Gerald Hathaway, elle est accusée de transporter une bouteille de parfum remplie d'huile de vitriol, ce dont elle est apparemment fort surprise.
Le lendemain, quand Innes est appelé à la villa des Ferrier par une Audrey bouleversée, il arrive au moment où Eve fait une chute mortelle d'un balcon élevé - et personne n'est à ses côtés.
Mandé sur les lieux, le génial Gideon Fell parvient, non sans difficultés, à démasquer le coupable de ces meurtres élaborés grâce à une très ingénieuse méthode.

## Éditions
Éditions originales en anglais
- (en) John Dickson Carr, In Spite of Thunder, New York, Harper, 1960 — Édition américaine
- (en) John Dickson Carr, In Spite of Thunder, Londres, Hamish Hamilton, 1960 — Édition britannique

Édition française
- (fr) John Dickson Carr (auteur) et Stéphane Bourgoin (traducteur) (trad. de l'anglais), En dépit du tonnerre [« In Spite of Thunder »], Paris, Rivages, coll. « Rivages/Mystère no 5 », 1997, 253 p. (ISBN 2-7436-0240-6, BNF 36172987)

## Source
- Roland Lacourbe, John Dickson Carr : scribe du miracle. Inventaire d'une œuvre, Amiens, Encrage, 1997, p. 60.